# فيرنر شتوكر
فيرنر شتوكر (بالألمانية: Werner Stocker)‏ (و. 1955 – 1993 م) هو ممثل أفلام، وممثل تلفزي ألماني، ولد في فلينتسباخ أم إن، توفي في ميونخ، عن عمر يناهز 38 عاماً، بسبب سرطان الدماغ.

## جوائز
حصل على جوائز منها:

الجائزة التلفزيونية البافارية ‏ (1989)

## وصلات خارجية
- فيرنر شتوكر على موقع IMDb (الإنجليزية)
- فيرنر شتوكر على موقع ألو سيني (الفرنسية)
- فيرنر شتوكر على موقع أول موفي (الإنجليزية)
- فيرنر شتوكر على موقع قاعدة بيانات الأفلام السويدية (السويدية)
- فيرنر شتوكر على موقع قاعدة بيانات الفيلم (الإنجليزية)
- فيرنر شتوكر على موقع كينوبويسك (الروسية)